# 2세대 이동 통신
2세대 이동 통신(二世代 移動通信)은 1세대 이동 통신의 뒤를 이어 1991년 등장한 디지털 방식 이동 통신 시스템(CDMA2000)을 말한다.
보통 영어 2nd Generation의 머릿글자를 따서 2G라 불린다.

## 기술
- 2G 네트워크 서비스는 2.5G, 2.75G 서비스에 의해 보완되고 3G, 4G, 5G 계열 이동 통신 서비스가 등장하면서, 가입자 수요가 계속적으로 감소하고 있지만, KT의 경우, 4G LTE 서비스 상용화 계획에 따라 효율적인 네트워크 활용, 주파수 활용도 제고, 투자비 절감 등 디지털 디바이드(정보 격차) 해소 차원에서, 2012년 3월에 2G 서비스를 최종적으로 종료한 이후에, 기존 2G PCS 주파수 그대로 4G LTE 서비스를 상용화한 바 있다.

- 대한민국에서는 2003년 3G 전국 상용화 이후에도 2007년경까지 2G폰이 3G폰을 앞섰으나, KT와 SK텔레콤 등 두 양사간의 3G WCDMA 방식의 휴대폰 마케팅을 주력으로 밀어서 2000년대 후반까지는 대부분 3G폰으로 대체되었다.

- 더욱이, SK텔레콤의 경우, 2G 서비스 종료 시기를 2020년 7월 6일에 최종적으로 확정하였다. 이는, 시스템 노후화로 인해 통신망 장애 문제가 우려되고, 핵심부품의 단종으로 인한 유지보수의 불가로, 정상적인 서비스를 계속적으로 유지하기가 곤란하다는 전제 조건으로, 2G 서비스 종료를 단행한 것이며, 2020년 7월 27일에 최종적으로 종료한 바 있다.

- LG유플러스의 경우, 2021년 5월 25일에 해당 주무부처인 과학기술정보통신부 측에서 폐업 신청하여, 이동통신 3사의 2G CDMA 서비스는 역사 속으로 사라지게 되었다.

## 진화형
기존 2G 네트워크 서비스의 단점을 보완한 일부 2G 제품들(3G로 공식 표기)은 성능이 3G에 가깝지만 여전히 느린 데이터 전송으로 인해 대체로 2.5G 및 2.75G 계열로 분류된다.

## 같이 보기
- 이동 통신 표준